# Brugmansia vulcanicola
Brugmansia vulcanicola là một loài thực vật có hoa thuộc chi Brugmansia, họ Datureae.

## Mô tả
Brugmansia vulcanicola là cây bụi hoặc cây gỗ nhỏ cao khoảng 4 m (13 ft). Bông hoa hình ống của nó nhỏ nhất Brugmansia với chiều dài chỉ 15 đến 22 cm (6 đến 9 in). Hoa có thể màu đỏ, vàng hoặc hồng.

## Phân bố
Chúng đặc hữu dãy Andes của Colombia và Ecuador tại độ cao từ 2.800 đến 3.300 m (9.200 đến 10.800 ft).

## Độc tố
Tất cả bộ phận của Brugmansia vulcanicola có độc.